# Ірень
Іре́нь (рос. Ирень) — річка у Пермському краї Росії, притока Силви. Довжина річки 214 км, і має басейн на 6 110 км².

## Притоки
- Ліві: Уяс, Малий Тарт, Великий Тарт, Аспа, Сип, Малий Ашап, Калтагиз, Великий Ашап, Турка, Бим.
- Праві: Верхній Бартим, Тюш, Арій, Куряс, Телес, Судінка, Кунгур.